# Hypoxystis obscurata
Hypoxystis obscurata là một loài bướm đêm trong họ Geometridae.